# Lipowo (województwo mazowieckie)
Lipowo – wieś w Polsce położona w województwie mazowieckim, w powiecie otwockim, w gminie Wiązowna.
| SIMC    | Nazwa | Rodzaj    |
| ------- | ----- | --------- |
| 1058007 | Uleś  | część wsi |

Wieś jest sołectwem w gminie Wiązowna.
Położona jest w połowie odległości między Otwockiem a Mińskiem Mazowieckim, przy drodze ze wsi Żanęcin do miejscowości Glinianka, po obu jej stronach.
W latach 1975–1998 miejscowość administracyjnie należała do województwa warszawskiego.
Dawna nazwa zwyczajowa: Ulisie lub Uleś. Obecna nazwa pochodzi od dużej podwójnej lipy rosnącej przy drodze przechodzącej przez wieś.
Okolice dzisiejszej wsi zamieszkane były w już epoce kamienia, w okresach paleolitu, 14-10 tysięcy lat temu (znaleziska krzemiennych grotów strzał i narzędzi) i neolitu (ślady osadnictwa). Wykopaliska archeologiczne ujawniły pozostałości osady z epoki brązu (osada z okresu halsztackiego). Kolejne ślady pochodzą z okresu wpływów rzymskich, przy czym zachowana jest ciągłość aż do późnego średniowiecza (XIII-XIV/XV w.). W wieku XII weszły w skład Księstwa Mazowieckiego, a po inkorporacji Mazowsza do Korony (1526) znalazły się na pograniczu ziemi czerskiej i ziemi warszawskiej województwa mazowieckiego I Rzeczypospolitej. Wieś związana z pobliskim ośrodkiem dworskim położonym na granicy Lipowa i Glinianki (dawne miasto prywatne Wawrzyńczew, 1557). Dziś jest tu kilkadziesiąt domostw, w tym wiele wybudowanych w ostatnich latach. Znaczne skupisko domów letniskowych.

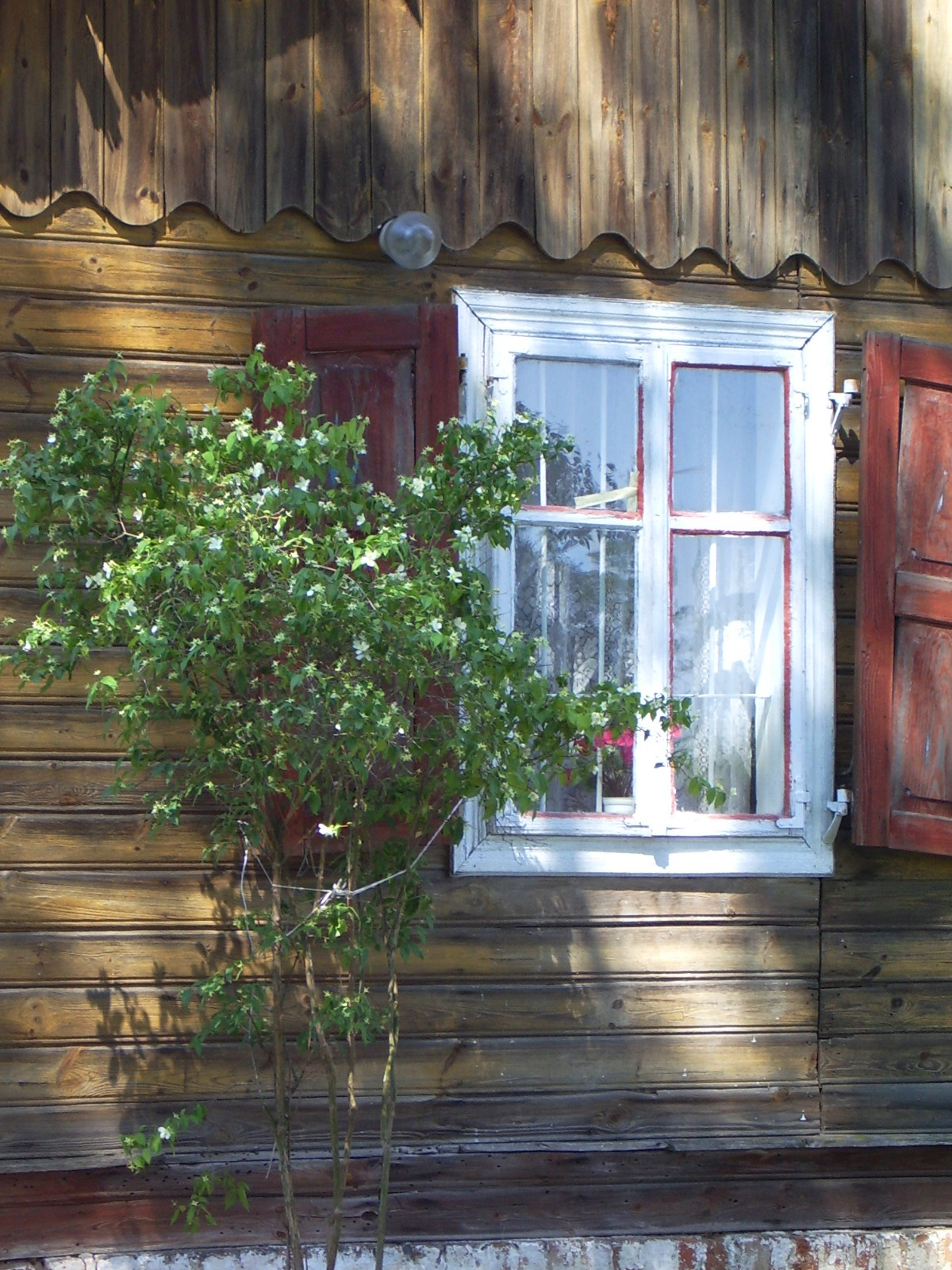
Stara chata we wsi Lipowo, gm. Wiązowna

Wierni Kościoła rzymskokatolickiego należą do parafii św. Wawrzyńca w Gliniance.